# Sybase Classic
Sybase Classic to rozgrywany od 1990 roku turniej golfowy kobiecej zawodowej ligi LPGA Tour.
Pierwszą edycję wygrała Betsy King, zaś aktualną mistrzynią jest Koreanka Oh Ji-young.
Przez pierwsze siedemnaście lat turniej był rozgrywany na polu golfowym Wykagyl Country Club. W 2007, od czasu zaangażowania firmy ShopRite jako sponsora, zmieniono lokalizację na Upper Montclair Country Club.

## Zwyciężczynie
| Data                  | Mistrzyni         | Wynik                 | Przewaga    | 2. miejsce                                                                      |
| --------------------- | ----------------- | --------------------- | ----------- | ------------------------------------------------------------------------------- |
| 17 maja 2009(dts)     | Oh Ji-young       | -14 (66-69-69-70=274) | 4 uderzenia | Suzann Pettersen                                                                |
| 18 maja 2008(dts)     | Lorena Ochoa      | -10 (68-67-71=206)    | 1 uderzenie | Sophie Gustafson, Morgan Pressel, Catriona Matthew, Brittany Lang, Choi Na-yeon |
| 20 maja 2007(dts)     | Lorena Ochoa      | -18 (68-67-67-68=270) | 3 uderzenia | Sarah Lee                                                                       |
| 21 maja 2006(dts)     | Lorena Ochoa      | -5 (71-71-66=208)     | 2 uderzenia | Han Hee-won, Bae Kyeong                                                         |
| 22 maja 2005(dts)     | Paula Creamer     | -6 (69-68-71-70=278)  | 1 uderzenie | Gloria Park, Jang Jeong                                                         |
| 23 maja 2004(dts)     | Sherri Steinhauer | -12 (67-70-66-69=272) | 2 uderzenia | Grace Park                                                                      |
| 20 lipca 2003(dts)    | Han Hee-won       | -11 (68-66-68-71=273) | 2 uderzenia | Meg Mallon                                                                      |
| 28 lipca 2002(dts)    | Gloria Park       | -14 (71-67-63-69=270) | dogrywka    | Han Hee-won                                                                     |
| 22 lipca 2001(dts)    | Rosie Jones       | -12 (70-66-66-70=272) | 1 uderzenie | Laura Diaz                                                                      |
| 16 lipca 2000(dts)    | Annika Sörenstam  | -7 (69-65-72=206)     | 1 uderzenie | Rosie Jones                                                                     |
| 18 lipca 1999(dts)    | Sherri Steinhauer | -11 (68-68-66-71=273) | dogrywka    | Lorie Kane                                                                      |
| 19 lipca 1998(dts)    | Annika Sörenstam  | -19 (67-66-65-67=265) | 8 uderzeń   | Joan Pitcock                                                                    |
| 20 lipca 1997(dts)    | Michele Redman    | -12 (64-67-71-70=272) | 3 uderzenia | Annika Sörenstam                                                                |
| 10 maja 1996(dts)     | Caroline McMillan | -2 (72-67-72=211)     | 5 uderzeń   | Karrie Webb, Tina Barrett                                                       |
| 23 lipca 1995(dts)    | Tracy Kerdyk      | -11 (74-66-66-67=273) | 4 uderzenia | Carin Koch, Caroline McMillan. Elaine Crosby. Michelle McGann                   |
| 17 lipca 1994(dts)    | Beth Daniel       | -8 (70-69-66-71=276)  | dogrywka    | Laura Davies                                                                    |
| 18 lipca 1993(dts)    | Hiromi Kobayashi  | -6 (69-71-69-69=278)  | 4 uderzenia | Rosie Jones                                                                     |
| 19 lipca 1992(dts)    | Juli Inkster      | -11 (66-64-69-74=273) | 2 uderzenia | Nancy Lopez                                                                     |
| 21 lipca 1991(dts)    | Betsy King        | -5 (73-66-67-73=279)  | 1 uderzenie | Ayako Okamoto                                                                   |
| 19 sierpnia 1990(dts) | Betsy King        | -15 (75-67-63-68=273) | 3 uderzenia | Beth Daniel                                                                     |

## Historia
| Data                | Miejsce zawodów              | Pula nagród | Nagroda za 1. miejsce |
| ------------------- | ---------------------------- | ----------- | --------------------- |
| 14-17 maja 2009     | Upper Montclair Country Club | $2.000.000  | $300.000              |
| 15-18 maja 2008     | Upper Montclair Country Club | $2.000.000  | $300.000              |
| 17-20 maja 2007     | Upper Montclair Country Club | $1.400.000  | $210.000              |
| 18-21 maja 2006     | Wykagyl Country Club         | $1.300.000  | $195.000              |
| 19-22 maja 2005     | Wykagyl Country Club         | $1.250.000  | $187.500              |
| 20-23 maja 2004     | Wykagyl Country Club         | $1.250.000  | $187.500              |
| 17-20 lipca 2003    | Wykagyl Country Club         | $950.000    | $142.500              |
| 25-28 lipca 2002    | Wykagyl Country Club         | $950.000    | $142.500              |
| 19-22 lipca 2001    | Wykagyl Country Club         | $950.000    | $142.500              |
| 13-16 lipca 2000    | Wykagyl Country Club         | $900.000    | $135.000              |
| 14-18 lipca 1999    | Wykagyl Country Club         | $850.000    | $127.500              |
| 16-19 lipca 1998    | Wykagyl Country Club         | $775.000    | $116.250              |
| 17-20 lipca 1997    | Wykagyl Country Club         | $750.000    | $112.500              |
| 7-10 maja 1996      | Wykagyl Country Club         | $725.000    | $108.750              |
| 20-23 lipca 1995    | Wykagyl Country Club         | $700.000    | $105.000              |
| 14-17 lipca 1994    | Wykagyl Country Club         | $650.000    | $97.500               |
| 15-18 lipca 1993    | Wykagyl Country Club         | $600.000    | $90.000               |
| 16-19 lipca 1992    | Wykagyl Country Club         | $500.000    | $75.000               |
| 18-21 lipca 1991    | Wykagyl Country Club         | $500.000    | $75.000               |
| 16-19 sierpnia 1990 | Wykagyl Country Club         | $400.000    | $60.000               |

### Zmiany nazwy
- 1990-1998:  JAL Big Apple Classic presented by GOLF Magazine
- 1999-2000:  Japan Airlines Big Apple Classic presented by GOLF Magazine
- 2001-2002: Sybase Big Apple Classic presented by GOLF Magazine
- 2003: Sybase Big Apple Classic presented by Lincoln Mercury
- 2004-2006: Sybase Classic presented by Lincoln Mercury
- 2007-teraz: Sybase Classic presented by ShopRite